# کنگره بین‌المللی جوانان اسپرانتودان

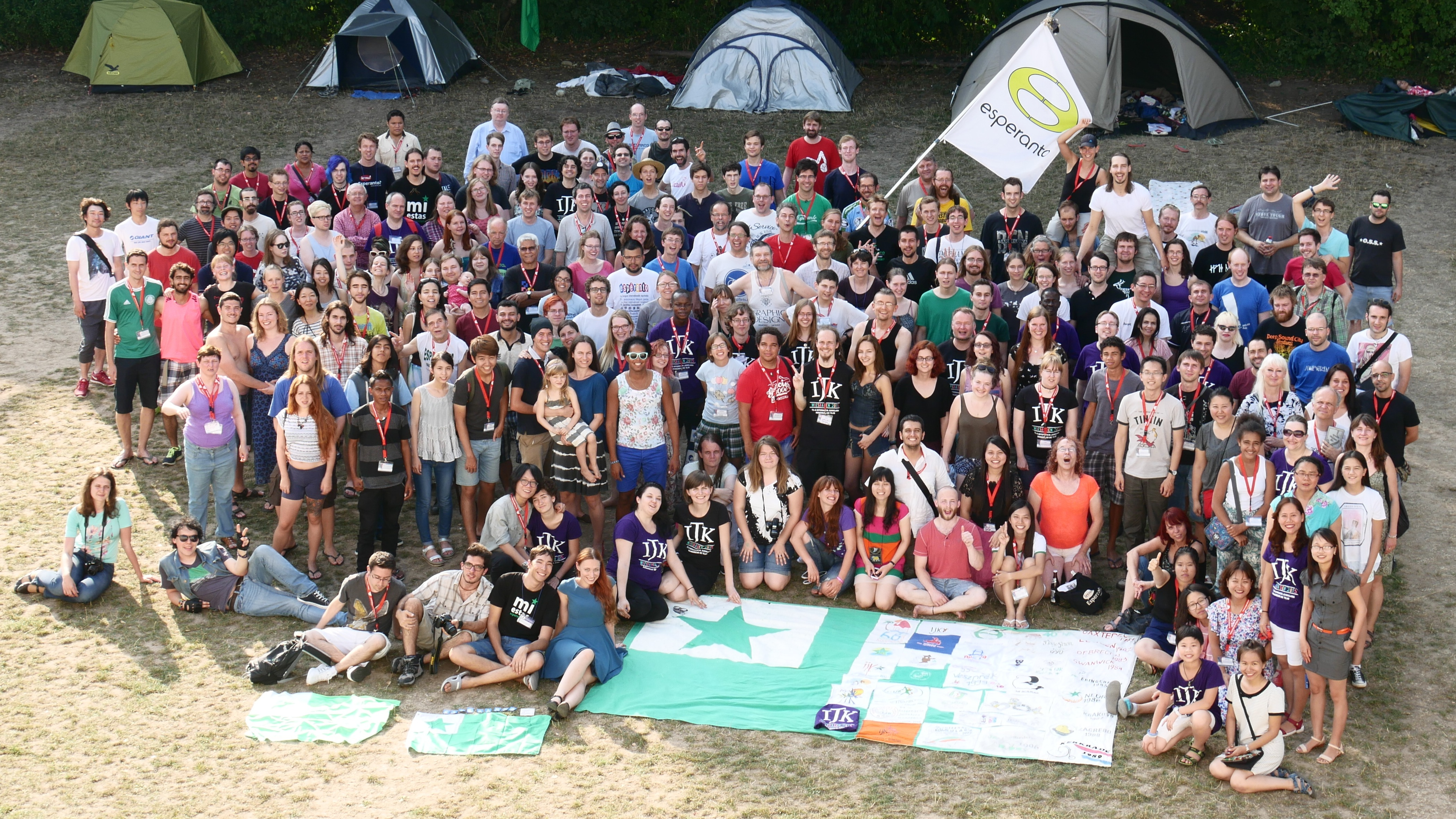
کنگره بین‌المللی جوانان اسپرانتودان

کنگره بین‌المللی جوانان اسپرانتودان بزرگ‌ترین همایش سالانهٔ جوانان اسپرانتیست در دنیا است، که به‌طور متوسط دارای بیش از ۳۰۰ نفر شرکت‌کنندهٔ جوان از سراسر جهان است و مدت برگزاری آن یک هفتهٔ تمام می‌باشد - هرچند، گاه این تعداد به بیش از هزار نفر نیز رسیده‌است. با وجود این‌که شرکت‌کنندگان این همایش از کشورهای گوناگون جهان و با زبان‌های ملی/مادری متفاوتی هستند، در این کنگره فقط و فقط از فراساخته‌ی اسپرانتو استفاده می‌شود و هیچ مترجمی در آن وجود ندارد. از این نظر، این همایش، در جهان کنگرهٔ متمایزی محسوب می‌شود.
کنگره بین‌المللی جوانان اسپرانتودان هر سال در کشور متفاوتی برگزار می‌شود، و سازمان‌دهندهٔ آن سازمان جهانی جوانان اسپرانتودان (TEJO) است. این همایش بین‌المللی مانند همایش جهانی اسپرانتو همه‌ساله در فصل تابستان (نیم‌کرهٔ شمالی زمین) برگزار می‌شود. این دو همایش جهانی معمولاً در دوهفتهٔ متوالی و به‌ندرت در یک کشور واحد برگزار می‌شوند.
نخستین کنگرهٔ بین‌المللی جوانان اسپرانتودان در سال ۱۹۳۸ در گروت هلند و با شرکت بیش از ۳۰۰ نفر، و ۷۱امین کنگرهٔ بین‌المللی جوانان اسپرانتودان در سال ۲۰۱۵ در وروتسواف لهستان و با حضور بیش از ۲۹۰ اسپرانتودان جوان برگزار گردید.